# Polska w Unii Europejskiej

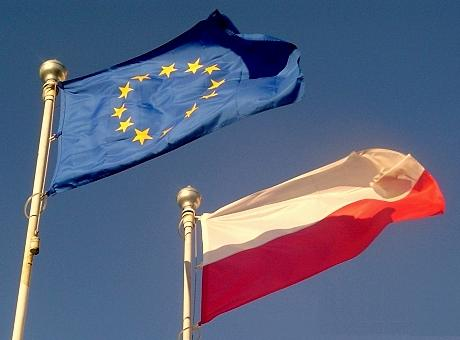
Flagi Polski i Unii Europejskiej, wywieszone razem

Polska w Unii Europejskiej – Polska jest członkiem Unii Europejskiej od 1 maja 2004 na mocy Traktatu akcesyjnego podpisanego 16 kwietnia 2003 roku w Atenach, stanowiącego prawną podstawę przystąpienia (akcesji) Polski do Unii Europejskiej.
Faktyczny proces integracji Polski rozpoczął się w Atenach 8 kwietnia 1994 roku z chwilą złożenia przez Polskę wniosku o członkostwo w Unii Europejskiej i potwierdzenia go przez wszystkie państwa członkowskie podczas konferencji w Essen 9–10 grudnia 1994 roku.

## Stosunki pomiędzy Polską a Unią Europejską
Nawiązanie stosunków dyplomatycznych pomiędzy Polską a wówczas Wspólnotą Europejską nastąpiło 16 września 1988 roku. Rok później, 19 września 1989 roku w Warszawie, podczas pierwszej wizyty w Polsce Przewodniczącego Rady Ministrów Komisji EWG, podpisano negocjacje w sprawie umowy o handlu i współpracy handlowej i gospodarczej.
Zmiany ustrojowe po 1989 roku umożliwiły podjęcie rozmów na temat stowarzyszenia Polski ze Wspólnotami Europejskimi. Oficjalne rokowania rozpoczęto 22 grudnia 1990 roku zakończone podpisaniem 16 grudnia 1991 Układu europejskiego ustanawiającego stowarzyszenie między Rzecząpospolitą Polską a Wspólnotami Europejskimi i ich państwami członkowskimi. Jednocześnie wraz z Układem europejskim Polska podpisała część handlową układu ujętą w tzw. Umowie przejściowej, obowiązującej od 1 marca 1992 roku.
Układ europejski z Polską zaczął obowiązywać 1 lutego 1994 roku, trzy miesiące po wejściu w życie Traktatu o Unii Europejskiej. Pierwszym etapem było powołanie Rady Stowarzyszenia RP – UE, której zadaniem był nadzór nad realizacją układu. Dialog polityczny na szczeblu ministerialnym odbywał się w Radzie Stowarzyszenia. Za forum kontaktów pomiędzy Parlamentem Polski a Parlamentem Europejskim służył Parlamentarny Komitet Stowarzyszenia.

## Ku akcesji
Jeszcze przed podjęciem negocjacji akcesyjnych, w czerwcu 1993 roku podczas posiedzenia Rady Europejskiej w Kopenhadze państwa członkowskie UE oficjalnie potwierdziły, że kraje Europy Środkowo-Wschodniej, aktualnie stowarzyszone ze WE, zostaną członkami UE po spełnieniu kryteriów ekonomicznych i politycznych. 8 kwietnia 1994 roku rząd Rzeczypospolitej Polskiej złożył w Atenach formalny wniosek o członkostwo w Unii Europejskiej. Podczas szczytu Rady Europejskiej w Essen od 9–10 grudnia 1994 roku państwa członkowskie potwierdziły wolę rozszerzenia Unii o kraje stowarzyszone i przyjęły strategię przedakcesyjną, określającą dziedziny i formy współpracy uznane przez UE za istotne z punktu widzenia przyspieszenia integracji. Formalne potwierdzenie strategii, tzw. Biała księga (w sprawie dostosowań prawa do wymogów rynku wewnętrznego) zostało przyjęte podczas szczytu Rady Europejskiej w Cannes w czerwcu 1995 roku. Biała księga i roczne programy przygotowawcze przyjmowane przez polski rząd określały ramy i perspektywy stosunków RP z UE. 3 października 1996 roku mocą uchwały Rady Ministrów z 26 stycznia 1991 roku rozpoczął działalność Urząd Komitetu Integracji Europejskiej, zajmujący się koordynacją wobec wszystkich resortów i instytucji bezpośrednio zaangażowanych w proces integracji Polski z Unią Europejską. Podstawowym zadaniem UKIE było zapewnienie realizacji zadań Komitetu Integracji Europejskiej, związanych z programowaniem i koordynowaniem polityki w sprawach związanych z integracją Polski z Unią Europejską, programowaniem i koordynowaniem działań dostosowawczych Polski do standardów europejskich oraz koordynowaniem działań administracji państwowej w zakresie otrzymywanej pomocy zagranicznej.
W styczniu 1997 roku przyjęto Narodową Strategię Integracji (NSI), a Sejm przegłosował ją w maju 1997 roku. Formułowała ona konkretne zadania stojące na drodze do pełnego członkostwa w UE oraz sekwencję czasową ich realizacji. Znaczenie NSI polegało przede wszystkim na przyspieszeniu i ukierunkowaniu prac instytucji rządowych i pomoc w podniesieniu w społeczeństwie świadomości możliwych konsekwencji członkostwa Polski w UE. Działania dostosowawcze do członkostwa realizowane były w ramach opracowanego przez rząd i przyjętego 23 czerwca 1998 roku Narodowego Programu Przygotowania do Członkostwa w UE (NPPC). NPPC był corocznie (do 2001 roku włącznie) modyfikowany celem uaktualnienia strategii negocjacyjnych. Określał on sposoby realizacji priorytetów zawartych w dokumencie wspólnotowym Partnerstwo dla członkostwa. Partnerstwo dla członkostwa oraz Narodowy Program Przygotowania do Członkostwa w UE wiązały bezpośrednio realizację ustalonych przez Komisję Europejską priorytetów dostosowawczych ze świadczoną przez UE pomocą finansową ze środków celowych skierowanych do tzw. programów dostosowawczych – PHARE, SAPARD i ISPA.
Do 1 maja 2004 uchwalono ok. 270 ustaw dostosowujących prawo polskie do prawa Unii Europejskiej.

## Negocjacje
Na podstawie rekomendacji zawartych w opiniach Komisji Europejskiej z 16 lipca 1997 roku Rada Europejska obradująca w Luksemburgu od 12 do 13 grudnia 1997 roku podjęła decyzję o rozpoczęciu negocjacji akcesyjnych z 5 państwami Europy Środkowo-Wschodniej Polską, Czechami, Węgrami, Słowenią, Estonią oraz Cyprem. W odniesieniu do wszystkich państw z Europy Środkowej i Wschodniej kandydujących do UE Rada Europejska uruchomiła wzmocnioną strategię przedczłonkowską, obejmującą realizację Układów europejskich, Partnerstwo dla członkostwa oraz nową edycję programu PHARE.
Formalnie proces rozszerzenia UE został zainaugurowany podczas posiedzenia Rady do Spraw ogólnych 30 marca 1998 roku. Polska zadeklarowała wówczas datę 31 grudnia 2002 jako datę gotowości do członkostwa w Unii Europejskiej. Negocjacje w formie badania zgodności prawa państw kandydujących z prawem UE rozpoczęły się 31 marca 1998 roku w Brukseli. Po zakończeniu badania faktyczne negocjacje podjęte zostały na wniosek państw kandydujących równocześnie, chociaż oddzielnie z każdym z kandydatów, 10 listopada 1998 roku. Od 16 kwietnia 1999 roku zaczęły odbywać się regularne spotkania dyrektorów politycznych i korespondentów europejskich krajów stowarzyszonych i państw członkowskich UE w ramach dialogu politycznego. Dla potrzeb negocjacji powołano 37 podzespołów zadaniowych, które odpowiadały za opracowanie stanowisk w poszczególnych obszarach. Przewodniczącymi Polskiego Zespołu Negocjacyjnego (PZN) byli kolejno: Jacek Saryusz-Wolski (1997–2001) i Danuta Hübner (2001–2004).
Mechanizm negocjacji polegał na wypracowaniu wspólnego stanowiska Przewodniczącego PZN i Komisarza UE ds. Rozszerzenia Unii i przekazanie go do akceptacji Komisji Europejskiej, która przygotowywała projekt zweryfikowanego stanowiska wspólnego UE. Projekt po przyjęciu przez Radę Europejską stanowił wspólne stanowisko wszystkich 15 krajów członkowskich. Celem negocjacji było przygotowanie traktatu akcesyjnego, który był przyjęty na ostatnim spotkaniu Międzyrządowej Konferencji Akcesyjnej.
W październiku 1990 roku podjęto decyzję o połączeniu stolic państw stowarzyszonych z Sekretariatem Rady UE za pomocą specjalnie przygotowanej sieci łączności elektronicznej. Do 2000 roku Polska zdążyła zakończyć rozmowy w 25 spośród 30 obszarów negocjacyjnych. W przypadku 9 z nich uzgodniono okresy przejściowe. Pozostałe 5 obszarów rozpatrywano w latach 2001–2002. Finał negocjacji Polski z UE nastąpił 13 grudnia 2002 roku podczas szczytu UE w Kopenhadze.

## Akcesja

UE i 10 nowych krajów członkowskich (stan na 1 maja 2004)

Traktat akcesyjny podlegał zatwierdzeniu i przyjęciu absolutną większością głosów przez Parlament Europejski (9 kwietnia 2003 roku) oraz jednogłośnie przez Radę Unii Europejskiej (14 kwietnia 2003). Kolejnym etapem była ratyfikacja go przez wszystkie kraje członkowskie zgodnie z wymogami konstytucyjnymi obowiązującymi w każdym z tych państw (poza Irlandią, gdzie ratyfikowany był po referendum ogólnopaństwowym, pozostałe państwa członkowskie przyjęły go w głosowaniach parlamentarnych). Traktat wszedł w życie po zakończeniu unijnej procedury ratyfikacyjnej. W Polsce proces jego przyjęcia odbywał się w formie ogólnonarodowego referendum w dniach 7–8 czerwca 2003.
Polacy odpowiadali na następujące pytanie:

Czy wyraża Pan/Pani zgodę na przystąpienie Rzeczypospolitej Polskiej do Unii Europejskiej?

Według oficjalnych wyników PKW do urn poszło 58,85% uprawnionych do głosowania (tj. 17 586 215 osób) spośród 29 868 474 uprawnionych, 77,45% z nich (tj. 13 516 612) odpowiedziało tak na postawione pytanie. 22,55% z nich (tj. 3 936 012) odpowiedziało nie. Oddano również 126 194 głosy nieważne.
Traktat akcesyjny będący prawną podstawą przystąpienia (akcesu) 10 krajów Europy Środkowej i Południowej (Cypru, Czech, Estonii, Litwy, Łotwy, Malty, Polski, Słowacji, Słowenii i Węgier) do Unii Europejskiej został podpisany 16 kwietnia 2003 roku w Atenach. W imieniu Polski pod traktatem podpisali się ówczesny premier Leszek Miller, minister spraw zagranicznych Włodzimierz Cimoszewicz i minister ds. europejskich Danuta Hübner. 23 lipca 2003 r. traktat akcesyjny został ratyfikowany przez ówczesnego prezydenta Aleksandra Kwaśniewskiego.
1 maja 2004 roku Polska stała się pełnoprawnym członkiem Unii Europejskiej wraz z 9 innymi krajami Europy.
| Przyjęte państwa                                                                       | Data przystąpienia |
| -------------------------------------------------------------------------------------- | ------------------ |
| Cypr · Czechy · Estonia · Litwa · Łotwa · Malta · Polska · Słowacja · Słowenia · Węgry | 1 maja 2004        |

## Po akcesji
Z informacji podanych przez Ministerstwo Finansów w lutym 2006 wynikało, że Polska miała być gotowa do wejścia do strefy euro w 2009, co jednak przełożono do co najmniej 2018. Na mocy rozporządzenia ministra finansów z 15 kwietnia 2004 również w Polsce można używać euro do rozliczeń, w których jedną stroną jest konsument, czy odbiorca usług.
13 grudnia 2007 przedstawiciele 27 państw członkowskich podpisali traktat lizboński.
Przystąpienie Polski do układu z Schengen nastąpiło 21 grudnia 2007 (przejścia lądowe i morskie) i 29 marca 2008 (lotniska, wraz z nowym rozkładem lotów). 30 lipca 2007 Polska przeszła pozytywnie techniczne testy dostępu do systemu Schengen. Zgodnie z propozycją Portugalii symboliczne otwarcie granic nastąpiło 21 grudnia 2007 w Worku Turoszowskim, na trójstyku granic polskiej, czeskiej i niemieckiej.
1 maja 2009, po pięciu latach od przystąpienia Polski do UE, skończyły się okresy ochronne na zakup domów i mieszkań w Polsce przez cudzoziemców–obywateli UE.
Wejście do UE spowodowało gwałtowny wzrost emigracji zarobkowej, przede wszystkim do Wielkiej Brytanii, Niemiec, Holandii i Irlandii. W 2016 liczba Polaków przebywających czasowo w państwach członkowskich UE wynosiła ok. 2,1 mln.
28 lipca 2017 Komisja Europejska, po raz pierwszy w swojej historii, wszczęła postępowanie o naruszenie prawa unijnego przez ustawę z dnia 12 lipca 2017 o zmianie ustawy – Prawo o sądach powszechnych.
W kwietniu 2018 Trybunał Sprawiedliwości Unii Europejskiej orzekł, że Polska złamała prawo unijne prowadząc aktywną gospodarkę leśną w Puszczy Białowieskiej objętej programem Natura 2000.
2 lipca 2018 Komisja Europejska wobec wejścia w życie przepisów ustawowych leżących u podstaw kryzysu wokół Sądu Najwyższego w Polsce wszczęła procedurę mającą na celu ochronę niezależności Sądu Najwyższego.

## Rozwój gospodarczy

Transfery Polska – UE w latach 2004–2015

Członkostwo w UE ma wpływ na rozwój gospodarczy Polski poprzez m.in. regulacje unijne (w szczególności te dotyczące jednolitego rynku), handel zagraniczny, transfery z budżetu UE, bezpośrednie inwestycje zagraniczne oraz swobodny przepływ osób.
Polska była największym (w wartościach bezwzględnych) beneficjentem netto budżetu UE w perspektywie finansowej 2007–2013.
Według Ministerstwa Finansów w latach 2004–2016 do Polski napłynęły środki w wysokości 132,6 mld euro, a składki do budżetu UE wyniosły 44 mld euro (saldo rozliczeń było dodatnie i wyniosło 88,6 mld euro). W 2018 Ministerstwo Finansów poinformowało, że od początku członkostwa Polski w UE do końca sierpnia 2018 Polska otrzymała od UE 153,3 mld euro unijnego wsparcia. W tym samym czasie Polska przekazała do UE ok. 50,5 mld euro. Saldo rozliczeń pomiędzy Polską a UE osiągnęło 102,8 mld euro, co oznacza, że po odliczeniu pieniędzy przekazanych UE w okresie tym Polska uzyskała od Unii ponad 440 mld zł.
Od 2004 r. polscy rolnicy są beneficjentami wspólnej polityki rolnej, w tym przede wszystkim płatności bezpośrednich. Jej instrumenty przyśpieszyły procesy przekształcania i restrukturyzacji w tym sektorze.

## Stosunek Polski do polityki bezpieczeństwa i obrony w ramach UE

### Polska a WPZiB
Już w maju 1992 roku, gdy kraje Trójkąta Wyszehradzkiego apelowały do Wspólnoty o podjęcie dialogu politycznego, zadeklarowały również chęć wcześniejszego przystąpienia do projektowanej wówczas wspólnej polityki zagranicznej i bezpieczeństwa. We wrześniu tego samego roku rządy tych państw przedstawiły obszerne memorandum w tej sprawie. W czasie negocjacji akcesyjnych zagadnienia WZiB należały do grupy stosunkowo łatwych tematów – stanowisko Polski przedstawiono 1 września 1999, a negocjacje dotyczące tego rozdziału zakończyły się już 6 kwietnia 2000 roku. Wyrazem aktywnego uczestnictwa strony polskiej w WPZiB było m.in. jej uczestnictwo w szczycie UE-Karaiby-Ameryka Łacińska (28 maja 2004) oraz spotkaniu Europa-Azja (8–9 października 2004). Wykorzystywanie mechanizmów ustanowionych w ramach WPZiB osłabło w końcowej fazie rządów SLD oraz w czasie rządów PiS-u, Samoobrony i LPR-u, powrócono natomiast do nich po zmianie władzy w Polsce w 2007 roku.
Rząd Donalda Tuska zaczął wykorzystywać mechanizmy koordynowania WPZiP. Przykładem tego była wizyta polskiego premiera na szycie UE-Ameryka Łacińska-Karaiby w maju 2008 w Peru, co zresztą było krytykowane przez prezydenta Lecha Kaczyńskiego i wyszydzane przez dziennikarzy.

### Polska a EPBiO-WPBiO
Za niemieckiego przewodnictwa w Radzie Unii Europejskiej w I poł. 1999, wypracowano koncepcje Europejskiej Polityki Bezpieczeństwa i Obrony. Rada Europejska zdecydowała się na podjęcie samodzielnej polityki obronnej w ramach UE, polegające na prowadzeniu operacji reagowania kryzysowego. W tym celu rozpoczęto planowanie skonstruowania europejskich sił szybkiego reagowania.
Proklamowanie EPBiO zostało chłodno przyjęte przez Polskę, ze względu na ewentualność zagrożenia spójności NATO i wpływów USA w Europie. Polska, będąca członkiem NATO i negocjująca akces do UE, żądała udziału krajów NATO nienależących do Unii Europejskiej w całym procesie planowania i decydowania o interwencjach sił UE. Stanowisko polskiego ministerstwa spraw zagranicznych spotkało się z niezadowoleniem. Francja nazwała Polskę „koniem trojańskim USA w Europie”. Według zachodnich dyplomatów i polityków stanowisko Warszawy świadczyło o tym, iż UE nie jest wystarczającym gwarantem bezpieczeństwa w Europie.
Prace nad inicjatywą Niemiec, Francji i Wielkiej Brytanii, rozpoczęły się w lutym 2000. Polska w początkowym procesie budowania sił zbrojnych pod egidą UE, uczestniczyła z rezerwą. 19 maja 2003 zadeklarowała oddanie do dyspozycji 1500 żołnierzy. Niewielkie zaangażowanie Polski było skutkiem obrania proatlantyckiego kursu polskiej polityki zagranicznej. W latach 2003–2007 Polska uczestniczyła w pracach ośmiu grup „Planu działania na rzecz europejskich zdolności obronnych” (ECAP) powołanych na szczycie w Laeken grudniu 2001.
W lipcu 2006 Warszawa, Berlin i Paryż ogłosiły koncepcję stworzenia wspólnej grupy bojowej w ramach Trójkąta Weimarskiego. Podobny plan ogłoszono w ramach Grupy Wyszehradzkiej. 10 października 2006 Polska wstąpiła do pięciu państw-założycieli (Francja, Włochy, Hiszpania, Portugalia, Holandia) Sił Żandarmerii Europejskiej (EGF, powołane 17 września 2004), deklarując wystawienie 130 żandarmów, co było niewielkim wkładem.
Polacy brali udział w unijnej operacji Concordia w Macedonii (kwiecień-grudzień 2003; 25 Polaków), EUFOR Althea w Bośni i Hercegowinie (od grudnia 2004), EUFOR RD Congo (kwiecień-grudzień 2006; 136 żołnierzy), EUTM Mali od lutego 2013. Polska brała udział także w kontyngentach policyjnych.

### Polska a UZE

Państwa związane z Unią Zachodnioeuropejską

Kontakty Polski z UZE zapoczątkowane zostały udziałem ministra Krzysztofa Skubiszewskiego w sesji Zgromadzenia UZE w dniach 22–23 marca 1990 roku w Luksemburgu. W czerwcu 1992 roku Polska wraz z siedmioma innymi państwami regionu weszła do Forum Konsultacyjnego UZE, a 9 maja 1994 stała się partnerem stowarzyszonym. Z uwagi na koncentrację na uzyskaniu członkostwa w NATO, strona polska nie angażowała się szczególnie w przedsięwzięcia UZE. Mimo zaproszenia nie uczestniczyła np. w misjach petersberskich, poparła jednak koncepcję budowy Kombinowanych Połączonych Sił Zadaniowych (ang. Combined Joint Task Force, CJTF). 23 marca 1999 Polska wraz z Czechami i Węgrami uzyskała status członka stowarzyszonego, a w listopadzie 1999 włączyła się w prace Zachodnioeuropejskiej Grupy do spraw Uzbrojenia.

## Polacy w instytucjach unijnych

### Parlament
| Imię i nazwisko       | Okres urzędowania | Stanowisko                                  |
| --------------------- | ----------------- | ------------------------------------------- |
| Jerzy Buzek           | 2009–2012         | Przewodniczący Parlamentu Europejskiego     |
| Jacek Saryusz-Wolski  | 2004–2007         | Wiceprzewodniczący Parlamentu Europejskiego |
| Janusz Onyszkiewicz   | 2004–2007         | Wiceprzewodniczący Parlamentu Europejskiego |
| Adam Bielan           | 2007–2009         | Wiceprzewodniczący Parlamentu Europejskiego |
| Marek Siwiec          | 2007–2009         | Wiceprzewodniczący Parlamentu Europejskiego |
| Ryszard Czarnecki     | 2014–2018         | Wiceprzewodniczący Parlamentu Europejskiego |
| Bogusław Liberadzki   | 2017–2019         | Wiceprzewodniczący Parlamentu Europejskiego |
| Zdzisław Krasnodębski | 2018–2019         | Wiceprzewodniczący Parlamentu Europejskiego |
| Ewa Kopacz            | od 2019           | Wiceprzewodniczący Parlamentu Europejskiego |

### Komisarze
| Lp. | Zdjęcie                                      | Imię i nazwisko      | Stanowisko                                                                                     |
| --- | -------------------------------------------- | -------------------- | ---------------------------------------------------------------------------------------------- |
| 1.  |                                              | Danuta Hübner        | Europejski Komisarz ds. Handlu przy Pascalu Lamy                                               |
| 1.  | Europejski Komisarz ds. Polityki Regionalnej | Danuta Hübner        |                                                                                                |
| 2.  |                                              | Paweł Samecki        |                                                                                                |
| 3.  |                                              | Janusz Lewandowski   | Europejski Komisarz ds. Budżetu i Programowania Finansowego                                    |
| 4.  |                                              | Jacek Dominik        | Europejski Komisarz ds. Budżetu i Programowania Finansowego                                    |
| 5.  |                                              | Elżbieta Bieńkowska  | Europejski Komisarz ds. Rynku Wewnętrznego i Usług                                             |
| 6.  |                                              | Janusz Wojciechowski | Europejski Komisarz ds. Rolnictwa i Rozwoju Wsi                                                |
| 7.  |                                              | Piotr Serafin        | Europejski komisarz ds. budżetu i administracji publicznej oraz zwalczania nadużyć finansowych |

### Członkowie Rady OgólnejEuropejskiego Banku Centralnego
Źródło: Oficjalna strona Europejskiego Banku Centralnego
| Lp. | Zdjęcie | Imię i nazwisko      |
| --- | ------- | -------------------- |
| 1.  |         | Leszek Balcerowicz   |
| 2.  |         | Sławomir Skrzypek    |
| –   |         | p.o. Piotr Wiesiołek |
| 3.  |         | Marek Belka          |
| 4.  |         | Adam Glapiński       |

### Sędziowie
| Trybunał Sprawiedliwości | Sąd (General Court) | Sąd do spraw Służby Publicznej |
| --- | --- | ------------------------------ |
| Jerzy Makarczyk (2004–2009) Marek Safjan (2009-2024) Maciej Szpunar (od 23 października 2013 rzecznik generalny; od 8 października 2021 pierwszy rzecznik generalny) | Irena Wiszniewska-Białecka (od 2004 do 2016) Nina Półtorak (od 13 kwietnia 2016) Krystyna Kowalik-Bańczyk (od 19 września 2016) | Irena Boruta (2005–2011)       |

### Audytorzy w Trybunale Obrachunkowym
| Lp. | Osoba                | Okres urzędowania |
| --- | -------------------- | ----------------- |
| 1.  | Jacek Uczkiewicz     | 2004–2010         |
| 2.  | Augustyn Kubik       | 2010–2016         |
| 3.  | Janusz Wojciechowski | 2016–2019         |
| 4.  | Marek Opioła         | od 2021           |

### Europejski Bank Inwestycyjny
| Imię i nazwisko       | Okres urzędowania | Stanowisko                                                                  |
| --------------------- | ----------------- | --------------------------------------------------------------------------- |
| Marta Gajęcka         | 2007–2010         | wiceprezes                                                                  |
| Jan Vincent Rostowski | 2007–?            | Rada Gubernatorów                                                           |
| Jacek Dominik         | 2008–2013         | Rada Dyrektorów                                                             |
| Michał Baj            | 2008–?            | Komitet FEMIP (Instrument Eurośródziemnomorskiego Partnerstwa i Inwestycji) |
| Damian Szostek        | 2008–?            | Komitet Instrumentu Inwestycyjnego IFC                                      |
| Teresa Czerwińska     | od 2020           | wiceprezes                                                                  |

### Inne stanowiska
- Przewodniczący Rady Europejskiej Donald Tusk (2014–2019)
- Dyrektor generalny w dyrekcji ds. energii, środowiska, telekomunikacji i transportu w RUE Jarosław Pietras[26] (2008–2020)[27]
- Dyrektor generalny w dyrekcji ds. rolnictwa w KE Jerzy Plewa
- wiceszef Europejskiej Agencji Obrony Adam Sowa[28] (2008–2011)
- szef Rady Zarządzającej Agencji UE ds. Bezpieczeństwa Lotniczego Piotr Samson[29]
- wiceprzewodniczący Europejskiego Komitetu Ekonomiczno-Społecznego Krzysztof Pater[30]
- Europejski Inspektor Ochrony Danych  - Wojciech Wiewiórowski (od 2019)[31]
- Marek Opioła - Audytor w Trybunale Obrachunkowym

## Agencje unijne w Polsce
W Warszawie od 2005 roku ma siedzibę Europejska Agencja Straży Granicznej i Przybrzeżnej Frontex.